# Sainte-Adresse
Sainte-Adresse è un comune francese di 7 886 abitanti situato nel dipartimento della Senna Marittima nella regione della Normandia.

## Storia
L'antico nome del comune è Saint-Denis-Chef-de-Caux senza dubbio derivato da un'antica cappella, Saint-Denis.

Sainte-Adresse è situata al bordo delle falesie, pertanto le abitazioni gallo-romane di questo villaggio di pescatori sono certamente in fondo alla Manica.

Nel 1415, Enrico V d'Inghilterra, con la sua flotta sbarca in questo luogo, invadendo la Francia e aprendo una nuova fase della Guerra dei cent'anni.

Sainte-Adresse durante la prima guerra mondiale diventa la capitale del Belgio, in quanto è sede del governo belga dall'ottobre 1914 al novembre 1918.

## Società

### Evoluzione demografica
Abitanti censiti